# Чалымбай, Рыза
Рыза Чалымбай (тур. Rıza Çalımbay; род. 2 февраля 1963, Сивас) — турецкий футболист и футбольный тренер. Выступал на позиции защитника. Игрок сборной Турции.

## Карьера

### Карьера игрока
Рыза начал играть в футбол в академии «Бешикташа». Он дебютировал в первой команде турецкого клуба в сезоне 1980/81. Чалымбай всю свою карьеру играл только за «Бешикташ», вплоть до своего последнего сезона 1995/96. Также Рыза был игроком сборной Турции по футболу, и хотя он играл в команде мира ЮНИСЕФ против Германии и попадался на глаза многим клубам, таким как «Марсель», тем не менее остался верен клубу.